# Saxifraga rivularis
Espèce
Classification APG III (2009)
Saxifraga rivularis (la saxifrage des ruisseaux) est une espèce de plantes à fleurs de la famille des Saxifragaceae que l'on rencontre dans les régions arctiques de l'hémisphère nord et dans certaines zones alpines.

## Description
Cette petite saxifrage est une herbacée vivace qui n'excède pas 12 cm de hauteur. Elle possède des petites feuilles ovales et lobées le long de la tige et à la base. Son inflorescence apparaît sur un pédoncule dressé duveteux, portant de petites fleurs à pétales de couleur blanche.